# Interliveingita
La interliveingita és un mineral de la classe dels sulfurs que pertany al grup de la sartorita.

## Característiques
La interliveingita és una sulfosal de fórmula química AgPb₁₈As₂₅S₅₆. Va ser aprovada com a espècie vàlida per l'Associació Mineralògica Internacional l'any 2023, i encara resta pendent de publicació. Cristal·litza en el sistema monoclínic.
L'exemplar que va servir per a determinar l'espècie, el que es coneix com a material tipus, es troba conservat a les col·leccions del departament mineralògic-petrogràfic del Museu d'Història Natural de Viena (Àustria), amb el número de catàleg: o 1845.

## Formació i jaciments
Va ser descoberta a la pedrera Lengenbach, situada a Binn, dins el districte de Goms (Valais, Suïssa). Aquest indret és l'únic a tot el planeta on ha estat descrita aquesta espècie mineral.